# Picramnia ferrea
Picramnia ferrea är en tvåhjärtbladig växtart som beskrevs av J.R. Pirani och W.W. Thomas. Picramnia ferrea ingår i släktet Picramnia och familjen Picramniaceae. Inga underarter finns listade.